# Eurytoma japonica
Eurytoma japonica är en stekelart som beskrevs av Walker 1873. Eurytoma japonica ingår i släktet Eurytoma och familjen kragglanssteklar. Inga underarter finns listade i Catalogue of Life.